# غدير البستان
غدير البستان قرية جولانية، وهي حالياً بلدية تتبع إدارياً ناحية الخشنية (المحتلة) وتبعد عنها 15كم، ضمن محافظة القنيطرة. تقع جنوب الطريق الواصل بين مدينة القنيطرة ومدينة نوى.
أرضها بركانية منبسطة، تنبع منها ومن جوارها عدة مسيلات تصب في وادي الرقاد، بنيت بيوتها القديمة من الحجز البازلتي الأزرق المائل للسواد، لكن المنازل الجديدة إسمنتية.

تزرع فيها البقول والحبوب والخضار وتربى فيها الأبقار والأغنام، وقد جرت المياه من بئرها الارتوازية لتروي سلسلة من القرى المجاورة منها كودنة وبريقة وبئرعجم.
أنشئت في القرية حديقة بيئية آمنة للأطفال بهدف توفير مكان آمن للعب وبنيت فيها مكتبة سمّيت مكتبة غدير البستان، وتهدف إلى دعم الهوايات الثقافية والرياضية والاجتماعية والحد من الأخطار التي يتعرض لها أطفال القرية بسبب موقعها الجغرافي ضمن الشريط الحدودي ومجاورتها لحقول الألغام التي أودت بحياة العديد من سكان المنطقة.تشتهر القرية بالزعات المروية الصيفية وخاصة الملوخية وتتصدر المنطقة في زراعتها من حيث النوعية والكمية وكانت في المقدمة في زراعة البندورة لكن زرعتها تراجعت كثيرا بسبب ارتفاع الكلفة و عدم وجود اسواق تصريف قريبة . كما ادخلت زراعة الرمان بشك تجاري منذ ٢٠٠٤ على يد المزراع جسيم جاسم الكعيد ابو محمد والان يوجد في القرية اكثر من عشرة الالاف شجرة رمان والزيتون بدا ياخذ حيزا في القرية اذا فاق الانتاج هذا العام٢٠٢٤ العشرين طن من الزيتون .كما واحدث ادخال الطاقة الشمسية في ضخ المياه ثورة زراعي جديدة .

## قائمة مُختاري القرية
الأشخاص الذين شغلوا منصب مختار القرية حسب التسلسل التاريخي للبلدة:.
1. عودة خلف الكعيد النعيمي منذ سنة 1957-1992.
2. أبو شاهر النعيمي منذ سنة 1992-2010.
3. جاسم محمد الكعيد النعيمي أبو فراس منذ 2010 -2013.
4. عودة محمد الكعيد النعميي منذ 2013 وحتى الآن.